# Baltisch voetbalkampioenschap 1932/33
In 1932/33 werd het 21ste en laatste voetbalkampioenschap gespeeld dat georganiseerd werd door de Baltische voetbalbond. Hindenburg Allenstein werd kampioen en plaatste zich voor de eindronde om de Duitse landstitel waar de club in de eerste ronde Hertha BSC. Hertha was de club van de afgelopen jaren en was vrij recent twee keer landskampioen geworden. In de kwartfinale kreeg Allenstein evenwel een 12-2 pandoering van Eintracht Frankfurt. Prussia-Samland mocht als vicekampioen ook aantreden en verloor in de eerste ronde van Beuthen SuSV 09 met 7-1. 
Na dit seizoen kwam de NSDAP aan de macht en werden alle regionale voetbalbonden opgeheven. De Gauliga werd ingevoerd als hoogste klasse en de clubs van de Baltische voetbalbond, uit Danzig en Oost-Pruisen gingen in de Gauliga Ostpreußen spelen. De clubs uit Pommeren, die tot 1930 bij de Baltische voetbalbond hoorden gingen in de Gauliga Pommern spelen. 

## Deelnemers aan de eindronde
| Club                          | Gekwalificeerd als            |
| ----------------------------- | ----------------------------- |
| BuEV Danzig                   | Kampioen van Grensmark        |
| SV Hindenburg Allenstein      | Kampioen van Oost-Pruisen     |
| Preußen Danzig                | Vicekampioen van Grensmark    |
| SV Prussia-Samland Königsberg | Vicekampioen van Oost-Pruisen |

## Eindstand
| Plaats | Club                          | Wed. | W | G | V | Saldo | Ptn. |
| ------ | ----------------------------- | ---- | - | - | - | ----- | ---- |
| 1.     | SV Prussia-Samland Königsberg | 6    | 4 | 0 | 2 | 16:12 | 8:4  |
| 2.     | SV Hindenburg Allenstein      | 6    | 3 | 0 | 3 | 14:10 | 6:6  |
| 3.     | Preußen Danzig                | 6    | 2 | 1 | 3 | 9:13  | 5:7  |
| 4.     | BuEV Danzig                   | 6    | 2 | 1 | 3 | 6:10  | 5:7  |

|  | Kampioen                    |
|  | Geplaatst voor de eindronde |